# Jiří Kubička
Jiří Kubička (16. března 1913 Braník – 9. ledna 1985 Praha) byl český lékař, mykolog, mykotoxikolog a balneolog–revmatolog, který se zasloužil za obnovu a rozkvět jihočeského lázeňství, zejména lázní v Třeboni, a spoluobjevení a zavedení účinné léčby faloidních otrav.

## Život
Narodil se v ještě samostatném Braníku, dětství prožil na Smíchově, kde absolvoval základní školu a gymnázium v Husově ulici maturitou v roce 1932. Následně nastoupil na lékařskou fakultu Univerzity Karlovy, studium však dočasně přerušil a pracoval jako sportovní instruktor. Obnovené studium nemohl dokončit z důvodu uzavření českých vysokých škol německými okupanty. Během okupace pracoval jako vedoucí fyzioterapeut dětského oddělení léčebných lázní Elektrických podniků v Praze 7. V návaznosti na květnové osvobození v roce 1945 působil krátce v nemocnici pro navrátilce z koncentračních táborů, dokončil studium medicíny a 7. září 1945 byl promován doktorem všeobecného lékařství. Měl manželku Zdenu a dcery Ivanu, Libuši a Janu.

## Lékařství a lázeňství
Do začátku roku 1946 působil v Masarykově vojenské nemocnici v Praze v rámci zkrácené vojenské služby, krátce na interně nemocnice v Ústí nad Labem. Na pozvání MUDr. Josefa Herinka nastoupil k 1. dubnu 1946 jako druhý sekundář na internu nemocnice v Trutnově, kde setrval do konce roku 1948 (během této éry byl na šest týdnů vyslán jako lékař československé reemigrační komise do Oradea Mare v Rumunsku). Poté se přestěhoval do Prahy. Měsíc působil v nemocnici v Motole a čtyři a půl roku na Bulovce v interním, revmatologickém a fyziatrickém oddělení prof. dr. Přerovského. Ten kromě oddělení vedl i nemocnici, takže zde Jiří Kubička zastával i četné další funkce (výuka mediků, přednášky, lékařská konzilia, vizity, fyzikální léčba aj.).
1. dubna 1952 nastoupil jako primář tehdejších Státních lázní v Třeboni. 1. ledna 1954 byl jmenován jejich ředitelem a později i ředitelem spojených jihočeských lázních, čímž se pod jeho gesci dostaly i lázně Vráž u Písku a Bechyně) a revmatologem Jihočeského kraje. Lázně v Třeboni od základů přebudoval, rozšířil a pod jeho vedením se z nich stalo celostátně uznávané revmatologické pracoviště. Za tyto dlouholeté zásluhy mu byl roku 1967 udělen titul Zasloužilý lékař.
Pro svůj postoj k "srpnu 1968" (okupaci) musel odejít v lednu roku 1972 jako sekundář do Vráže u Písku a v květnu 1973 se stal obvodním lékařem v Protivíně. V prosinci 1978 odešel na penzi, ale i poté fungoval až do roku 1984 jako okresní revmatolog v Písku.

## Mykologie
Začátky zájmu o houby se vážou k září 1938, kdy se jako medik nasazený k civilní protiletecké obraně setkal s o něco mladším medikem Josefem Herinkem. Ten se již mykologii věnoval a Kubičku k ní přivedl. Vstoupil do kroužku houbařů při Klubu československých turistů, na jehož vycházkách získával materiál k dalšímu studiu. V Posázaví objevil několik druhů nových pro Čechy případně Československo, například Mycena strobilicola, Crepidotus kubickae nebo Psilocybe bohemica.

### Činnost organizační
Při určování svých sběrů se obracel nejprve na ústřední houbařskou poradnu Československé mykologické společnosti (ČMS), dále na poradnu vedenou Ivanem Charvátem, spolupracoval s prof. dr. Karlem Kavinou jehož znal z výboru České dendrologické společnosti a mezi lety 1942 a 1945 s Josefem Herinkem. Z důvodu odborných mezí tehdejších pražských členů ČMS, kteří byli orientováni spíše konzumně než odborně, byly z Kubičkova podnětu od 18. května 1943 zavedeny přednášky pro pokročilé mykology, které vedli především K. Kavina a J. Herink. Z dalšího podnětu vznikly 22. února 1944 čtyři odbory ČMS (organizační, systematický, názvoslovný a chemicko-lékařský). Tyto kroky vedly k návratu někdejších členů, případně vstupům bývalých členů Československého klubu mykologického, které významně rozšířily okruh odborníků ČMS (S. Havlena, J. Charvát, J. Vacek, J. Herink, J. Kubička, M. Svrček a další). Po válečných událostech ve snaze o obnovu a pozvednutí činnosti ČMS dal Kubička podnět ke vzniku akčního výboru ČMS, který usiloval o obrodu ve vedení i programu ČMS. Tyto záměry však nebyly řadou členů správně pochopeny, což vedlo k odchodu členů nového výboru a jeho zastánců do obnoveného Československého klubu mykologického, jenž začal vydávat sborník Česká mykologie a následně svoji činnost přesunul pod Československou akademii věd jakožto Československá vědecká společnost pro mykologii (ČSVSM). Kubička dále působil jako člen jejího výboru.

### Mykofloristika
Po přesunu do Třeboně se věnoval především mykofloristice jižních Čech, zpočátku Třeboňska. Studoval mykoflóru vlhkých biotopů (pramenišť, rašelinišť), rybničních hrází, jihočeských pralesů (pro mykologii objevil Žofínský prales) a jihočeských vápenců. Podnikal vyjížďky na Karlštejnsko, na Moravu (především s Karlem Křížem) a na Slovensko. Navštěvoval národní i mezinárodní mykologická setkání v cizině.
Z chráněných území sledoval mykoflóru NPR Řežabinec, PR Hrby, PR Krkavčina, PR Žlíbky, NPR Červené blato, PR Bukové kopce, NPR Boubínský prales, PR Opolenec, NPR Vyšenské kopce, rezervací v oblasti Strakonických vápenců aj.

### Zaměření
Celoživotně studoval rod helmovka (Mycena), k čemuž ho podněcoval prof. dr. Karel Cejp, jenž se helmovkami dočasně zabýval a který byl Kubičkovým pacientem. Kubičkův herbář helmovek vznikající od roku 1948 je uložen v Národním muzeu v Praze (PRM). Publikoval dvacet odborných článků o tomto rodu; k vydání souborné monografie československých helmovek se z důvodu nečekaného úmrtí nedostal. Také se věnoval terestrickým diskomycétům, na jejichž studiu spolupracoval od roku 1952 s Mirko Svrčkem, který jej doprovázel na četných exkurzích.

### Taxony autorem popsané a jemu věnované
Sám nebo s M. Svrčkem popsal četné nové taxony, například nový rod Svrcekia, rod Poloniodiscus, druhy Octospora libussae, Octospora gyalectoides, Collybia terginoides, Fimaria porcina, Poloniodiscus fischeri, Omphalina lilaceorosea a variety Lamprospora crec′hqueraultii var. ovalispora a Paxillus panuoides var. rubrosquamulosus. Po Kubičkovi pojmenovali A. Pilát a M. Svrček rod Kubickia a druhy Crepidotus kubickae, Ceratellopsis kubickae, Lamprospora georgii, Coprinus kubickae, Dasyscyphus kubickae a mykologové Rolf Singer a Heinz Clémençon druh Pholiota kubickae.

## Mykotoxikologie
Kombinace lékařské praxe a mykologických znalosti ho předurčila jakožto konzultanta pražských nemocnic u případů otrav houbami. V oboru mykotoxikologie vydal (nebo spoluvydal) čtyřicet odborných prací zaměřených na správné určení jedovatých druhů i léčbu samotných otrav. Společně s J. Herinkem vyvinuli metodu léčby (do té doby téměř beznadějných) otrav muchomůrkou zelenou, která zakládala na podání kyseliny thioktové (jejíž použití navrhl Herink a dávkování Kubička). Kubička v praxi využíval tuto terapii rozšířenou o odstranění toxinů z krevního řečiště použitím vhodné metody (např. forsírovaná diuréza, peritoneální dialýza, hemoperfúze), odstranění toxických zbytků houby z trávicího traktu pomocí výplachů žaludku a střev, eliminaci škodlivých bakterií zmnožených v poškozeném trávicím traktu použitím antibiotik a podporu organizmu přídavkem vitamínu C do infúzí. Dále ji rozvíjeli MUDr. J. Dudová a MUDr. J. Veselský. Za novou metodu léčení otravy muchomůrkou zelenou byli roku 1968 J. Kubička a M. Svrček oceněni státním vyznamenáním Za vynikající práci.

## Dílo a pocty
Za 46 let zveřejnil přes 170 prací (krátké články, odborné práce, knihy). Sběry J. Kubičky jsou uloženy v herbáři Národního muzea v Praze (PRM) a Jihočeského muzea v Českých Budějovicích (CB). Byl odměněn čestným členstvím v Československé vědecké společnosti pro mykologii, čestným členstvím v Československé mykologické společnosti, stal se nositelem odznaku Zlatý Cantharellus, titulu Zasloužilý lékař a vyznamenání Za vynikající práci.
Na cestě ze schůze výboru mykotoxikologické komise ČSVSM v Praze dne 9. ledna 1985 nečekaně zemřel na pražském autobusovém nádraží Florenc na zástavu srdce.